# Palais Odescalchi
Le Palais Odescalchi (en hongrois : Odescalchi-palota) est un édifice situé dans le 8e arrondissement de Budapest.